# Бенин на Паралимпийских играх
Бенин на Паралимпийских играх впервые приняли участие в 2000 году на летних Играх в Сиднее. На зимних Играх делегация Бенина участия пока не принимала. Медалей на Играх спортсмены Бенина пока не завоевали.